# Музей на ГДР
Музеят на ГДР се намира в центъра на Берлин, на крайбрежната алея край река Шпрее и показва бита, историята и културата на германците в ГДР. В Музея на ГДР има около 1000 експоната.
В сътрудничество с много историци и под научното ръководство на д-р Стивън Вули, музеят се стреми да запази много аспекти на източно-германската социална история, в допълнение към предоставянето на общ преглед на Западна и Източна Германия. Музеят на ГДР е създаден от антрополога Питър Кенцелман.

## Изложби и експонати
За разлика от други музеи, за повечето експонати в Музея на ГДР е позволено да се докосват и можете да седнете в Трабант, да се ровите в кухненските шкафове, да разглеждате дрехите в килера. В друга част от изложбата има скрито устройство за подслушване („бъг“) и създава у посетителите усещането, че са „под наблюдение“. В архива на музея се съхраняват около 1000 експоната от които и статуи на Ленин, униформи на социалистическото младежко движение, кисели краставички от района на Шифра и други продукти.